# Besleria formicaria
Besleria formicaria là một loài thực vật có hoa trong họ Tai voi. Loài này được Nowicke mô tả khoa học đầu tiên năm 1974.